# Resistenza fluidodinamica
| Forme e flusso | Resistenza di forma | Attrito viscoso |
| -------------- | ------------------- | --------------- |
|                | 0%                  | 100%            |
|                | ~10%                | ~90%            |
|                | ~90%                | ~10%            |
|                | 100%                | 0%              |

La resistenza fluidodinamica (nota anche con il termine in inglese drag) è quella forza che si oppone al movimento di un corpo in un fluido, in particolare in un liquido o un aeriforme. In riferimento al moto nei liquidi è anche indicata come resistenza idrodinamica, nel caso degli aeriformi come resistenza aerodinamica.

## Introduzione
Un corpo che si muove in un fluido scambia con il fluido stesso delle forze dovute alla viscosità di quest'ultimo. La resistenza è la componente della risultante di queste forze nella direzione del vettore velocità del corpo e nel verso contrario.
L'entità della resistenza fluidodinamica dipende dalla natura del fluido e dalla velocità e forma geometrica del corpo. La resistenza può essere divisa idealmente in varie componenti:
- resistenza parassita, a sua volta suddivisa in:
  - resistenza di attrito viscoso
  - resistenza di forma
- resistenza indotta
- resistenza d'onda

## Resistenza di attrito viscoso

Schema del meccanismo di resistenza viscosa

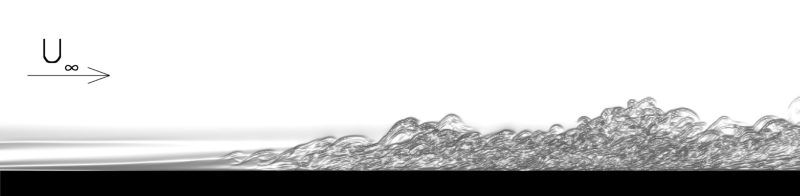
Immagine di uno strato limite: nella prima parte si trova uno strato limite laminare, che, nella seconda, si trasforma in uno strato limite turbolento

La resistenza viscosa è dovuta, come suggerisce il nome stesso, alle forze viscose che si scambiano il corpo ed il fluido in moto relativo con esso. Se infatti il fluido è viscoso e se, per esempio, consideriamo il corpo in moto ed il fluido fermo, le particelle di fluido a contatto con il corpo dovranno essere in moto con il corpo (condizione di aderenza). Il corpo quindi eserciterà sulle particelle di fluido più prossime ad esso un'azione accelerante. Per il principio di azione e reazione, il fluido quindi eserciterà sul corpo un'azione frenante. In altre parole, gli strati di fluido immediatamente adiacenti al corpo tenderanno ad esercitare delle azioni di forza tangenziale a causa della differenza di velocità, scambiandosi la forza F. Dunque il corpo sarà soggetto alla forza F di resistenza, che sarà funzione della superficie bagnata (cioè esposta al fluido) del corpo stesso, della velocità del corpo, e della viscosità del fluido (ma non della forma del corpo).
Solo una zona di fluido, generalmente molto sottile, in prossimità delle pareti del corpo risente del cambiamento di velocità. Questa zona è chiamata strato limite di quantità di moto (o anche strato limite meccanico o semplicemente strato limite) ed è una divisione ideale (in quanto l'andamento del campo di velocità è asintotico) del flusso.
Lo strato limite può essere di tipo laminare, dove i filetti fluidi sono lamine che seguono il contorno del corpo, oppure turbolento dove i filetti di fluido seguono linee intricate. Lo strato limite può transitare da laminare a turbolento attraverso una zona detta regione di transizione, ma non potrà mai tornare spontaneamente laminare. La transizione da laminare a turbolento viene favorita dall'aumentare della velocità e dalla rugosità superficiale del corpo e dalla forma meno affusolata del corpo.
La figura illustra le principali differenze dello strato limite, in particolare come lo spessore dello strato limite turbolento sia nettamente maggiore. Lo strato limite turbolento presenta lo svantaggio di generare una resistenza maggiore rispetto a quello laminare, ma il vantaggio di avere una tendenza al distacco dal corpo minore. Questo è un vantaggio in quanto, ad esempio su un profilo alare, il distacco dello strato limite genera il fenomeno dello stallo, ovvero una notevole diminuzione della portanza.

## Resistenza di forma

Schema di un corpo, particolarmente tozzo, immerso in un flusso: nel primo caso, ideale, in assenza di viscosità, nel secondo con viscosità non trascurabile

La resistenza di forma è dovuta comunque alla viscosità del fluido, ma attraverso il meccanismo della separazione delle linee di flusso.
Se il fluido non fosse viscoso le linee di corrente sarebbero simmetriche rispetto al corpo e genererebbero campi di velocità e pressione identici tra monte e valle del corpo (cioè tra la zona anteriore e quella posteriore, considerando come anteriore la regione che viene investita dalla corrente).
A causa della viscosità il fluido perde energia aggirando il corpo e ciò genera la separazione delle linee di flusso, che, a sua volta, formerà una zona detta zona di ricircolazione nella regione posteriore. A causa del fatto che la velocità del flusso separato dovrà essere maggiore, dato che questo avrà a disposizione una sezione più piccola per passare, la sua pressione statica sarà minore rispetto alla zona corrispondente a monte (questo è confermato dalle equazioni di Navier-Stokes). Essendo la zona di ricircolazione in equilibrio con il flusso posteriore, la pressione statica del fluido sarà minore della pressione della zona corrispondente a monte. Questa differenza di pressione tra monte e valle genera la resistenza di forma.
È significativo che il diagramma o il percorso delle linee di flusso sia determinato dalla forma del corpo che le attraversa. La perturbazione dello stato inerziale delle linee di flusso provoca delle differenze di pressione attorno alla geometria del corpo solido; tali differenze di pressione si traducono in una forza di resistenza (vedi figura).
Premesso che per tutti i corpi avviene il fenomeno della separazione, anche se potrà essere più o meno evidente, questo tipo di resistenza è generalmente preponderante nei cosiddetti corpi "tozzi", dove cioè le dimensioni perpendicolari al moto sono consistenti rispetto alle altre. I corpi affusolati come ali, eliche, le fusoliere, le carene delle imbarcazioni e le carrozzerie dei mezzi di trasporto terrestri, invece, possiedono una resistenza di forma più bassa, pur senza essere considerabili come corpi "aerodinamici" tout court. Ciononostante possono avere una quota rilevante di resistenza di forma.
Nel caso aeronautico, un altro tipo di resistenza che può essere definita resistenza di forma, in quanto resistenza dovuta a forze di pressione, è la resistenza d'onda. Essa si genera nel caso di moto transonico (e cioè con velocità nel campo fluidodinamico che possono essere in alcuni punti superiori alla velocità del suono, ed in altri inferiori), o supersonico, a causa delle onde d'urto. Esse generano resistenza in ogni caso, ma possono agire sullo strato limite causandone il distacco, ed in questa maniera aumentando drasticamente la resistenza aerodinamica del profilo stesso (questo accade per profili che non sono concepiti per il volo transonico o supersonico). Inoltre a velocità superiori a quella del suono le particelle d'aria non sono più in grado di "scansarsi" dall'aereo in arrivo, per questo motivo l'aria si accumula su alcune superfici come la neve davanti allo spazzaneve generando una resistenza molto maggiore che, per esempio, porta la temperatura dei bordi d'attacco delle ali del Concorde ad aumentare di circa 170 gradi rispetto alla temperatura esterna.
Corpi tozzi, dunque, che possiedono una quota di resistenza di forma preponderante, sono tutti quegli oggetti che, per la loro forma, non riescono a mantenere lo strato limite attaccato lungo tutta la loro superficie. Esempi di corpi tozzi sono automobili (comunque esse siano fatte), treni, tubi, sfere ecc. Anche un'automobile di Formula Uno non è un profilo alare, tant'è che essa nell'avanzare produce una scia.
Inoltre, poiché un flusso laminare, se confrontato con uno turbolento, è meno capace di mantenere lo strato limite attaccato al corpo in moto nel fluido, in alcuni casi per i corpi tozzi conviene avere un flusso dello strato limite che sia turbolento. Ad esempio nel caso delle palline da tennis, la peluria che esse hanno sulla superficie consente di ridurre la loro resistenza di forma, mantenendo il flusso dello strato limite, reso turbolento da tale peluria, attaccato alla pallina più che se essa fosse liscia. Per lo stesso motivo, ad esempio, le palline da golf hanno una serie di impronte sulla superficie, le quali consentono che il flusso dello strato limite, reso turbolento da tali "fossette", rimanga attaccato al corpo più a lungo e si distacchi in una posizione molto arretrata della superficie della pallina, riducendo così la dimensione della scia posteriore e, con essa, si riduce anche la resistenza di forma.
Tale effetto è reso ancor più evidente dal comportamento di alcune palle da cricket. Ne esistono infatti alcuni modelli aventi metà superficie completamente liscia e metà "ruvida", ricoperta cioè da piccole impronte (molto più piccole di quelle di una pallina da golf), e le due parti sono separate al diametro equatoriale, se immaginiamo la palla di forma perfettamente sferica. Quindi, se la pallina viene lanciata in modo tale che il diametro di separazione risulti parallelo alla direzione di lancio, lo strato limite si separa più tardi nella parte ruvida rispetto a quella liscia, conferendo alla palla un effetto di traiettoria curva. Invece, se la palla viene lanciata in modo che il diametro di separazione assuma una posizione casuale e diversa da quella sopraddetta, l'effetto risultante è nullo o comunque non banale (la palla potrebbe, ad esempio, oscillare durante il moto).

## Resistenza indotta

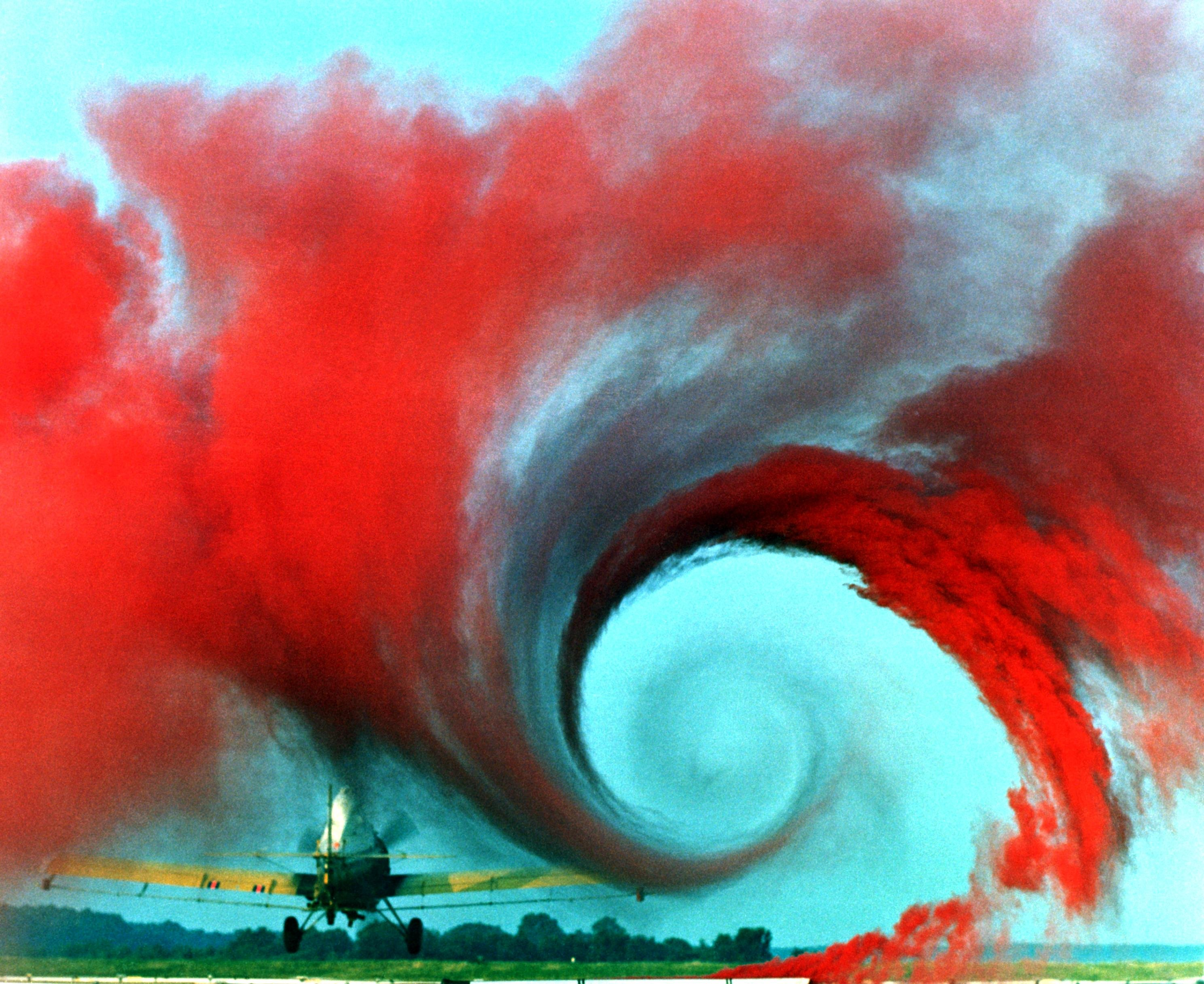
Vortice di estremità alare prodotto da un aeroplano

Andamento delle curve delle componenti della resistenza aerodinamica di un profilo alare

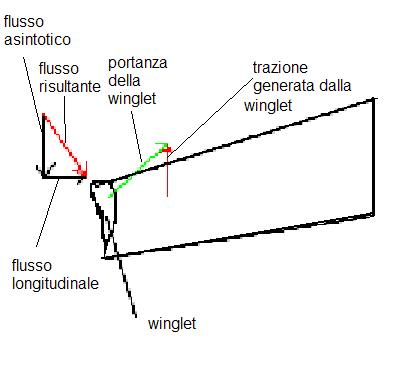
schema del meccanismo di funzionamento delle winglet

Quando si studia un profilo alare, per semplificare, non si tiene conto degli effetti tridimensionali delle estremità alari: è come se le ali avessero una apertura alare infinita.
Le ali di apertura finita, invece, sono soggette ad un altro tipo di resistenza fluidodinamica, chiamata resistenza indotta. Le ali sono oggetti o corpi "portanti", i quali, cioè, generano portanza quando si trovano in moto all'interno di un fluido. Per questo devono fare in modo che il fluido che bagna il loro ventre (la superficie inferiore) sia a pressione maggiore del fluido che invece bagna il dorso (la superficie superiore). Poiché però ogni fluido si muove per natura da zone a pressione più alta verso zone a pressione più bassa (per ridurre le differenze di pressione fra fluidi in contatto, come vuole un principio della fisica), in questo caso tenderà a muoversi dal ventre al dorso dell'ala portante. Per far ciò può aggirare non solo il bordo d'attacco (bordo investito dalla corrente) e quello d'uscita (bordo posteriore), ma anche l'estremità dell'ala generando un flusso d'aria nel senso longitudinale rispetto all'asse dell'ala stessa. Questo flusso causa la cosiddetta resistenza indotta, poiché genera dei vortici d'estremità che aumentano l'energia di perturbazione del flusso. Questo effetto è tanto minore quanto più l'ala è allungata, perché l'intensità dei vortici generati è pari alla variazione di portanza calcolata lungo l'asse dell'ala. Se dunque si costruisce un'ala particolarmente allungata (lunga e stretta) essa avrà una distribuzione di portanza che varia gradatamente dall'estremità alla radice, e genererà dei vortici di piccola intensità.
Le alette d'estremità (spesso in inglese winglet), utilizzate in alcuni aeroplani di linea, possono sfruttare questo effetto (e cioè il flusso longitudinale) per generare della portanza, e in questa maniera diminuire la resistenza totale dell'ala.
La resistenza indotta aumenta al diminuire della velocità. Se sommata alla resistenza del profilo alare (che aumenta col quadrato della velocità), si ottiene la resistenza totale, che a partire dalla velocità di stallo e aumentando la velocità, dapprima diminuisce fino a raggiungere un minimo, e poi aumenta sempre di più. Le velocità tra lo stallo e la resistenza minima sono dette di secondo regime, le velocità maggiori di quella di minima resistenza sono dette di primo regime. Il secondo regime è una situazione, oltre che poco conveniente, molto pericolosa nel caso degli aerei. In questo caso, infatti, più l'aereo rallenta, più tende a rallentare rischiando lo stallo. Ancor più pericoloso è il caso in cui ciò si verifichi in decollo o atterraggio perché il pilota vedendo l'aereo scendere più del normale potrebbe tentare di cabrare (alzare il muso) perdendo ancora più velocità e schiantandosi in seguito allo stallo.
Questi vortici, specie se generati da aerei pesanti in decollo e atterraggio, possono ostacolare notevolmente gli aerei che seguono. Per questo motivo negli aeroporti i decolli e gli atterraggi sono sempre distanziati di due o tre minuti a seconda del peso dei due aerei. Anche gli elicotteri generano dei vortici molto forti, infatti non possono assolutamente volare indietro per lunghi tratti o stare fermi con il vento in coda, perché il loro stesso vortice li farebbe precipitare.

## Resistenza d'onda
Con il termine resistenza (aerodinamica) d'onda si intende quella parte della resistenza aerodinamica dovuta al manifestarsi di onde d'urto attorno al campo di moto di un corpo in moto.